# Olympische Winterspiele 2002/Teilnehmer (Norwegen)
| Gelbes Symbol für Goldmedaillen mit stilisierten Olympischen Ringen | Graues Symbol für Silbermedaillen mit stilisierten Olympischen Ringen | Braundes Symbol für Bronzemedaillen mit stilisierten Olympischen Ringen |
| ------------------------------------------------------------------- | --------------------------------------------------------------------- | ----------------------------------------------------------------------- |
| 13                                                                  | 5                                                                     | 7                                                                       |

Norwegen nahm bei den Olympischen Winterspielen 2002 zum 19. Mal an Olympischen Winterspielen teil.
Das Land entsendete 77 Athleten nach Salt Lake City, die in elf Disziplinen antraten. Mit 13 Gold-, fünf Silber- sowie sieben Bronzemedaillen lag das Land auf dem ersten Rang des Medaillenspiegels, in der Gesamtzahl der Medaillen lag man auf Platz drei hinter Deutschland und den Vereinigten Staaten. Mit vier Goldmedaillen war der Biathlet Ole Einar Bjørndalen außerdem erfolgreichster Teilnehmer der Spiele.
Als Fahnenträgerin bei der Eröffnungsfeier fungierte die Biathletin Liv Grete Skjelbreid-Poirée.

## Medaillengewinner

### Gold
| Name                                                                               | Sportart         | Wettkampf          |
| ---------------------------------------------------------------------------------- | ---------------- | ------------------ |
| Frode Andresen, Ole Einar Bjørndalen, Egil Gjelland, Halvard Hanevold              | Biathlon         | 4 × 7,5 km Staffel |
| Ole Einar Bjørndalen                                                               | Biathlon         | 10 km Sprint       |
| Ole Einar Bjørndalen                                                               | Biathlon         | 12,5 km Verfolgung |
| Ole Einar Bjørndalen                                                               | Biathlon         | 20 km Einzel       |
| Flemming Davanger, Torger Nergård, Bent Ånund Ramsfjell, Pål Trulsen, Lars Vågberg | Curling          | Curling            |
| Kari Traa                                                                          | Freestyle-Skiing | Buckelpiste        |
| Kjetil André Aamodt                                                                | Ski Alpin        | Super G            |
| Kjetil André Aamodt                                                                | Ski Alpin        | Kombination        |
| Bente Skari-Martinsen                                                              | Skilanglauf      | 10 km klassisch    |
| Thomas Alsgaard, Anders Aukland, Frode Estil, Kristen Skjeldal                     | Skilanglauf      | 4 × 10 km Staffel  |
| Thomas Alsgaard                                                                    | Skilanglauf      | 20 km Verfolgung   |
| Frode Estil                                                                        | Skilanglauf      | 20 km Verfolgung   |
| Tor Arne Hetland                                                                   | Skilanglauf      | 1,5 km Sprint      |

### Silber
| Name                                                                                    | Sportart    | Wettkampf          |
| --------------------------------------------------------------------------------------- | ----------- | ------------------ |
| Linda Tjørhom, Ann-Elen Skjelbreid, Gunn Margit Andreassen, Liv Grete Skjelbreid-Poirée | Biathlon    | 4 × 7,5 km Staffel |
| Liv Grete Skjelbreid-Poirée                                                             | Biathlon    | 15 km Einzel       |
| Lasse Kjus                                                                              | Ski Alpin   | Abfahrt            |
| Marit Bjørgen, Hilde Gjermundshaug Pedersen, Anita Moen-Guidon, Bente Skari-Martinsen   | Skilanglauf | 4 × 5 km Staffel   |
| Frode Estil                                                                             | Skilanglauf | 15 km klassisch    |

### Bronze
| Name                  | Sportart       | Wettkampf       |
| --------------------- | -------------- | --------------- |
| Ådne Søndrål          | Eisschnelllauf | 1500 m          |
| Lasse Sætre           | Eisschnelllauf | 10.000 m        |
| Lasse Kjus            | Ski Alpin      | Riesenslalom    |
| Anita Moen-Guidon     | Skilanglauf    | 1,5 km Sprint   |
| Bente Skari-Martinsen | Skilanglauf    | 30 km klassisch |
| Odd-Bjørn Hjelmeset   | Skilanglauf    | 50 km klassisch |
| Kristen Skjeldal      | Skilanglauf    | 30 km Freistil  |

## Übersicht der Teilnehmer

### Biathlon
Frauen
- Gro Marit Istad-Kristiansen
7,5 km Sprint: 53. Platz (24:12,7 min)
10 km Verfolgung: 40. Platz (36:13,9 min)

- Linda Tjørhom
15 km Einzel: 39. Platz (52:34,0 min)
4 × 7,5 km Staffel: Silber  (1:28:25,6 h)

- Ann-Elen Skjelbreid
7,5 km Sprint: 38. Platz (23:14,2 min)
10 km Verfolgung: 39. Platz (35:56,6 min)
15 km Einzel: 22. Platz (50:51,1 min)
4 × 7,5 km Staffel: Silber  (1:28:25,6 h)

- Gunn Margit Andreassen
7,5 km Sprint: 16. Platz (22:19,7 min)
10 km Verfolgung: 16. Platz (32:56,8 min)
15 km Einzel: 30. Platz (51:42,9 min)
4 × 7,5 km Staffel: Silber  (1:28:25,6 h)

- Liv Grete Skjelbreid-Poirée
7,5 km Sprint: 4. Platz (21:24,1 min)
10 km Verfolgung: 4. Platz (31:18,3 min)
15 km Einzel: Silber  (47:37,0 min)
4 × 7,5 km Staffel: Silber  (1:28:25,6 h)

Männer
- Frode Andresen
10 km Sprint: 8. Platz (25:51,5 min)
12,5 km Verfolgung: 14. Platz (34:14,5 min)
20 km Einzel: 7. Platz (52:39,1 min)
4 × 7,5 km Staffel: Gold  (1:23:42,3 h)

- Ole Einar Bjørndalen
10 km Sprint: Gold  (24:51,3 min)
12,5 km Verfolgung: Gold  (32:34,6 min)
20 km Einzel: Gold  (51:03,3 min)
4 × 7,5 km Staffel: Gold  (1:23:42,3 h)

- Egil Gjelland
10 km Sprint: 24. Platz (26:42,5 min)
12,5 km Verfolgung: 15. Platz (34:16,9 min)
20 km Einzel: 16. Platz (54:16,1 min)
4 × 7,5 km Staffel: Gold  (1:23:42,3 h)

- Halvard Hanevold
10 km Sprint: 13. Platz (26:12,5 min)
12,5 km Verfolgung: 8. Platz (33:59,6 min)
20 km Einzel: 5. Platz (52:16,3 min)
4 × 7,5 km Staffel: Gold  (1:23:42,3 h)

### Bob
Männer, Zweier
- Arnfinn Kristiansen, Bjarne Røyland
20. Platz (3:13,18 min)

Männer, Vierer
- Arnfinn Kristiansen, Mariusz Musial, Bjarne Røyland, Ole Christian Strømberg
Disqualifiziert

### Curling
Frauen
- Marianne Haslum, Camilla Holth, Dordi Nordby, Hanne Woods
7. Platz

Männer
- Flemming Davanger, Torger Nergård, Bent Ånund Ramsfjell, Pål Trulsen, Lars Vågberg
Gold

### Eisschnelllauf
Männer
- Kjell Storelid
10.000 m: 8. Platz (13:27,24 min)

- Grunde Njøs
500 m: 35. Platz (133.57 Pkt.)
1000 m: 39. Platz (1:11,31 min)

- Eskil Ervik
1500 m: 35. Platz (1:49,24 min)
5000 m: 21. Platz (6:32,80 min)

- Stian Bjørge
5000 m: 26. Platz (6:36,04 min)

- Petter Andersen
1000 m: 28. Platz (1:10,14 min)
1500 m: 20. Platz (1:47,21 min)

- Ådne Søndrål
1000 m: 11. Platz (1:08,64 min)
1500 m: Bronze  (1:45,26 min)

- Lasse Sætre
5000 m: 10. Platz (6:25,92 min)
10.000 m: Bronze  (13:16,92 min)

### Freestyle-Skiing
Frauen
- Ingrid Berntsen
Buckelpiste: 17. Platz

- Hilde Synnøve Lid
Sprung: 16. Platz

- Kari Traa
Buckelpiste: Gold

### Nordische Kombination
- Preben Fjære Brynemo
Einzel: 22. Platz (43:50,3 min)
Sprint: 30. Platz (18:35,5 min)

- Jan Rune Grave
Einzel: 24. Platz (44:18,5 min)
Sprint: 26. Platz (18:33,2 min)
Team: 5. Platz (51:21,9 min)

- Kristian Hammer
Einzel: 8. Platz (41:40,8 min)
Sprint: 20. Platz (18:21,0 min)
Team: 5. Platz (51:21,9 min)

- Sverre Rotevatn
Einzel: 36. Platz (45:24,6 min)
Sprint: 13. Platz (17:54,4 min)
Team: 5. Platz (51:21,9 min)

- Lars Andreas Østvik
Team: 5. Platz (51:21,9 min)

### Skeleton
Männer
- Snorre Pedersen
14. Platz (1:43,77 min)

### Ski Alpin
Frauen
- Trine Bakke-Rognmo
Slalom: Ausgeschieden

- Hedda Berntsen
Slalom: Ausgeschieden

- Andrine Flemmen
Riesenslalom: Ausgeschieden

- Ingeborg Helen Marken
Abfahrt: 13. Platz (1:41,08 min)
Super-G: Ausgeschieden

- Stine Hofgaard Nilsen
Riesenslalom: Ausgeschieden

Männer
- Kjetil André Aamodt
Abfahrt: 4. Platz (1:39,78 min)
Super-G: Gold  (1:21,58 min)
Riesenslalom: 7. Platz (2:24,62 min)
Slalom: 6. Platz (1:42,72 min)
Kombination: Gold  (3:17,56 min)

- Ole Kristian Furuseth
Slalom: 9. Platz (1:44,39 min)

- Truls Ove Karlsen
Slalom: Ausgeschieden
Kombination: Ausgeschieden

- Lasse Kjus
Abfahrt: Silber  (1:39,35 min)
Super-G: Ausgeschieden
Riesenslalom: Bronze  (2:24,32 min)
Kombination: 5. Platz (3:19,80 min)

- Kenneth Sivertsen
Abfahrt: 25. Platz (1:41,70 min)
Super-G: 19. Platz (1:24,16 min)
Riesenslalom: 20. Platz (2:26,51 min)

- Bjarne Solbakken
Abfahrt: 12. Platz (1:40,74 min)
Super-G: 5. Platz (1:22,10 min)
Riesenslalom: 6. Platz (2:24,50 min)

- Tom Stiansen
Slalom: 12. Platz (1:45,19 min)

### Skilanglauf
Frauen
- Tina Bay
10 km klassisch: 25. Platz (30:16,3 min)
10 km Verfolgung: 26. Platz (27:18,2 min)

- Marit Bjørgen
15 km Freistil: 50. Platz (47:07,4 min)
30 km klassisch: 14. Platz (1:37:02,6 h)
4 × 5 km Staffel: Silber  (49:31,9 min)

- Hilde Gjermundshaug Pedersen
1,5 km Sprint: 19. Platz (3:19,79 min, Qualifikation)
10 km klassisch: 6. Platz (28:56,2 min)
10 km Verfolgung: 14. Platz (26:52,5 min)
15 km Freistil: 14. Platz (41:47,8 min)
4 × 5 km Staffel: Silber  (49:31,9 min)

- Anita Moen-Guidon
1,5 km Sprint: Bronze  (3:12,7 min)
10 km klassisch: 9. Platz (29:15,5 min)
30 km klassisch: 4. Platz (1:31:37,3 h)
4 × 5 km Staffel: Silber  (49:31,9 min)

- Bente Skari-Martinsen
10 km klassisch: Gold  (28:05,6 min)
10 km Verfolgung: 6. Platz (25:27,7 min)
30 km klassisch: Bronze  (1:31:36,3 h)
4 × 5 km Staffel: Silber  (49:31,9 min)

- Vibeke Skofterud
1,5 km Sprint: 21. Platz (3:20,21 min)
10 km Verfolgung: 28. Platz (27:40,8 min)
15 km Freistil: 28. Platz (42:50,9 min)
30 km klassisch: 8. Platz (1:35:02,3 h)

- Maj Helen Sorkmo
1,5 km Sprint: 6. Platz (3:25,5 min, B-Finale)
15 km Freistil: Aufgabe

Männer
- Ole Einar Bjørndalen 
30 km Freistil: 5. Platz (1:11:44,5 h)

- Håvard Bjerkeli
1,5 km Sprint: 13. Platz (3:05,8 min, Viertelfinale)

- Trond Einar Elden
1,5 km Sprint: 15. Platz (2:58,1 min, Viertelfinale)

- Trond Iversen
1,5 km Sprint: 6. Platz (2:56,6 min, B-Finale)

- Erling Jevne
15 km klassisch: 6. Platz (38:13,6 min)
50 km klassisch: 10. Platz (2:12:06,6 h)

- Thomas Alsgaard
20 km Verfolgung: Gold  (50:01,3 min)
30 km Freistil: 12. Platz (1:13:30,2 h)
4 × 10 km Staffel: Gold  (1:32:45,5 h)

- Anders Aukland
15 km klassisch: 4. Platz (38:08,3 min)
20 km Verfolgung: 7. Platz (50:31,4 min)
50 km klassisch: 7. Platz (2:10:05,7 h)
4 × 10 km Staffel: Gold  (1:32:45,5 h)

- Frode Estil
15 km klassisch: Silber  (37:43,4 min)
20 km Verfolgung: Gold  (50:01,3 min)
50 km klassisch: 9. Platz ( h)
4 × 10 km Staffel: Gold  (1:32:45,5 h)

- Tor Arne Hetland
1,5 km Sprint: Gold  (2:56,9 min)
30 km Freistil: 49. Platz (1:18:28,5 h)

- Odd-Bjørn Hjelmeset
15 km klassisch: 20. Platz (39:31,4 min)
50 km klassisch: Bronze  (2:08:41,5 h)

- Kristen Skjeldal
20 km Verfolgung: 22. Platz (51:46,1 min)
30 km Freistil: Bronze  (1:11:42,7 h)
4 × 10 km Staffel: Gold  (1:32:45,5 h)

### Skispringen
- Anders Bardal
Einzel, Normalschanze: 27. Platz (227,0 Pkt.)
Einzel, Großschanze: 25. Platz (212,9 Pkt.)
Team, Großschanze: 9. Platz (790,8 Pkt.)

- Lars Bystøl
Einzel, Normalschanze: 31. Platz (215,0 Pkt.)
Einzel, Großschanze: 38. Platz (99,4 Pkt.)
Team, Großschanze: 9. Platz (790,8 Pkt.)

- Tommy Ingebrigtsen
Einzel, Normalschanze: 20. Platz (232,0 Pkt.)
Einzel, Großschanze: 26. Platz (207,8 Pkt.)
Team, Großschanze: 9. Platz (790,8 Pkt.)

- Roar Ljøkelsøy
Einzel, Normalschanze: 18. Platz (233,5 Pkt.)
Einzel, Großschanze: 32. Platz (107,2 Pkt.)
Team, Großschanze: 9. Platz (790,8 Pkt.)

### Snowboard
Frauen
- Stine Brun Kjeldaas
Halfpipe: 13. Platz

- Kjersti Buaas
Halfpipe: 4. Platz

- Lisa Wiik
Halfpipe: 10. Platz

Männer
- Kim Christiansen
Halfpipe: 14. Platz

- Daniel Franck
Halfpipe: 10. Platz

- Halvor Lunn
Halfpipe: 31. Platz